# آزمون چشم اشپیگل
آزمون چشم اشپیگل (به انگلیسی: Spiegel Eye Roll Test) یکی از روش‌های سنجش میزان هیپنوتیزم‌پذیری افراد است که توسط دکتر هربرت اشپیگل طراحی شده‌است. این آزمون بخشی از مجموعه‌ای به نام Hypnotic Induction Profile یا پروفایل القای هیپنوتیزمی است که شامل چندین تست برای ارزیابی ظرفیت ورود به حالت خلسه می‌باشد.

### روش اجرا

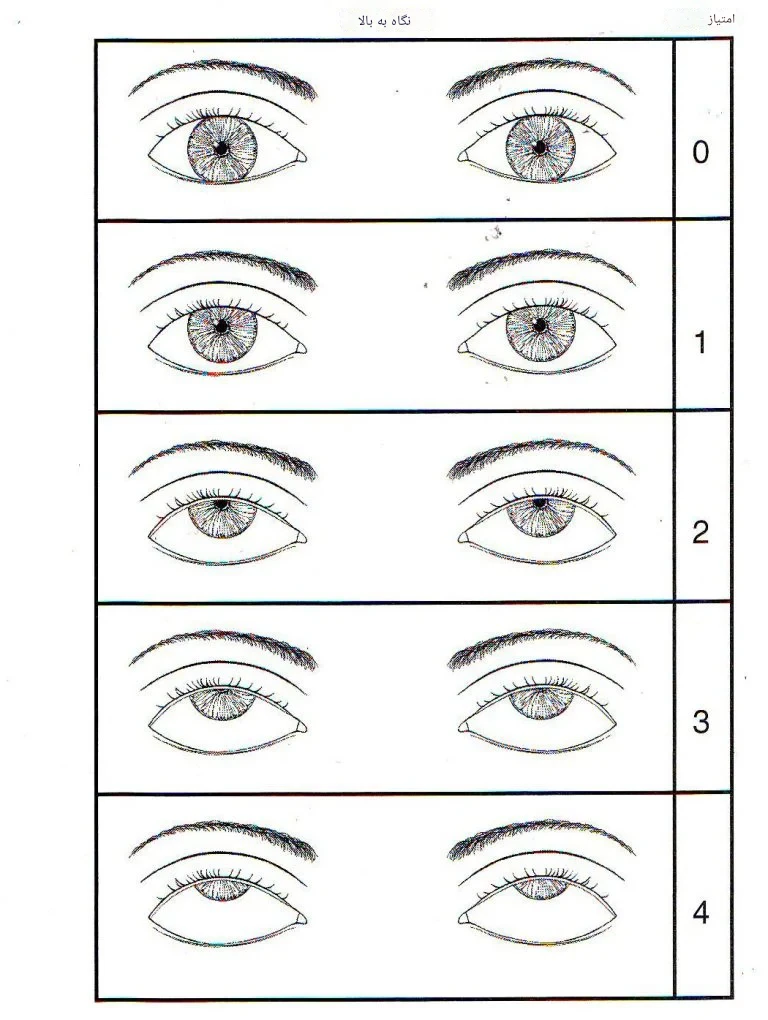
در مرحله اول آزمون چشم اشپیگل چشمها باید به طرف بالا برده شود

در این آزمون، از فرد خواسته می‌شود بدون حرکت دادن سر، فقط با چشم‌هایش به سمت بالا نگاه کند و سپس چشمانش را ببندد. میزان دیده شدن صلبیه (سفیدی چشم) در حالت نگاه به بالا، معیار سنجش آمادگی فرد برای ورود به حالت هیپنوتیزمی است. امتیاز آزمون از ۰ تا ۴ تعیین می‌شود:
- امتیاز ۰: هیچ سفیدی چشم دیده نمی‌شود.
- امتیاز ۱: مقدار اندکی از صلبیه قابل مشاهده است.
- امتیاز ۲: صلبیه تا خط میانی چشم دیده می‌شود.
- امتیاز ۳: صلبیه کمی بالاتر از خط میانی دیده می‌شود.
- امتیاز ۴: صلبیه به وضوح بالاتر از خط میانی دیده می‌شود.

### سایر تست‌های اشپیگل
پروفایل HIP شامل پنج آزمون اصلی است:
1. تست چرخش چشم (Eye Roll Test)
2. تست خستگی عضلانی (Muscle Fatigue Test)
3. تست آرامش عمومی (General Relaxation Test)
4. تست واکنش به صدا (Response to Voice Test)
5. تست تجسم ذهنی (Visualization Test)

هر تست به صورت جداگانه امتیازدهی می‌شود و مجموع آن‌ها پروفایلی از هیپنوتیزم‌پذیری فرد ارائه می‌دهد که در انتخاب روش درمانی مناسب کاربرد دارد.

### کاربردها
آزمون چشم اشپیگل به عنوان یک ابزار سریع و بالینی برای ارزیابی ظرفیت ورود به حالت هیپنوتیزمی استفاده می‌شود. در بسیاری از موارد، این آزمون می‌تواند در کمتر از پنج ثانیه پیش‌بینی قابل قبولی از هیپنوتیزم‌پذیری فرد ارائه دهد.